# Diaea
Diaea is een geslacht van Spinnen uit de familie van de krabspinnen (Thomisidae).

## Soorten
- D. albicincta (Pavesi, 1883) — Congo, Ethiopië, oostelijk Afrika
- D. albolimbata (L. Koch, 1875) — Nieuw-Zeeland
- D. ambara (Urquhart, 1885) — Nieuw-Zeeland
- D. bengalensis (Biswas & Mazumder, 1981) — India
- D. bipunctata (Rainbow, 1902) — Nieuwe Hebriden
- D. blanda (L. Koch, 1875) — Australië
- D. caecutiens (L. Koch, 1876) — Queensland
- D. carangali (Barrion & Litsinger, 1995) — Filipijnen
- D. circumlita (L. Koch, 1876) — Queensland, New South Wales
- D. cruentata (L. Koch, 1874) — New South Wales, Victoria
- D. decempunctata (Kulczynski, 1911) — Nieuw-Guinea
- D. delata (Karsch, 1880) — westelijk Afrika, Angola
- D. dimidiata (L. Koch, 1867) — Queensland
- D. doleschalli (Hogg, 1915) — Nieuw-Guinea
- D. dorsata (Fabricius, 1777) — Palearctisch gebied
- D. ergandros (Evans, 1995) — New South Wales, Victoria, Tasmanië
- D. evanida (L. Koch, 1867) — Queensland
- D. giltayi (Roewer, 1938) — Nieuw-Guinea
- D. graphica (Simon, 1882) — Jemen
- D. gyoja (Ono, 1985) — Japan
- D. haematodactyla (L. Koch, 1875) — Queensland
- D. implicata (Jézéquel, 1966) — Ivoorkust
- D. inornata (L. Koch, 1876) — New South Wales
- D. insecta (L. Koch, 1875) — Australië
- D. insignis (Thorell, 1877) — Sulawesi
- D. jucunda (Thorell, 1881) — Queensland
- D. limbata (Kulczynski, 1911) — Nieuw-Guinea
- D. livens (Simon, 1876) — USA, van Centraal Europa tot Azerbeidzjan
- D. longisetosa (Roewer, 1961) — Senegal
- D. megagyna (Evans, 1995) — Queensland, New South Wales
- D. mikhailovi (Zhang, Song & Zhu, 2004) — China
- D. mollis (L. Koch, 1875) — Queensland
- D. multimaculata (Rainbow, 1904) — West-Australië
- D. multopunctata (L. Koch, 1874) — Queensland, New South Wales
- D. mutabilis (Kulczynski, 1901) — Ethiopië
- D. nakajimai (Ono, 1993) — Madagaskar
- D. ocellata (Rainbow, 1898) — Nieuw-Guinea
- D. olivacea (L. Koch, 1875) — West-Australië
- D. papuana (Kulczynski, 1911) — Nieuw-Guinea
- D. pilula (L. Koch, 1867) — Oost-Australië
- D. placata (O. P.-Cambridge, 1899) — SriLanka
- D. plumbea (L. Koch, 1875) — New South Wales
- D. pougneti (Simon, 1885) — India
- D. praetexta (L. Koch, 1865) — Samoa
- D. prasina (L. Koch, 1876) — Queensland, New South Wales
- D. proclivis (Simon, 1903) — Equatoriaal Guinea
- D. pulleinei (Rainbow, 1915) — Zuid-Australië
- D. puncta (Karsch, 1884) — Afrika
- D. punctata (L. Koch, 1875) — Queensland, New South Wales
- D. punctipes (L. Koch, 1875) — Queensland
- D. rohani (Fage, 1923) — Angola
- D. rosea (L. Koch, 1875) — New South Wales
- D. rubropunctata (Rainbow, 1920) — Lord Howe Islands
- D. rufoannulata (Simon, 1880) — Nieuw-Caledonia
- D. semilutea (Simon, 1903) — Equatoriaal Guinea
- D. seminola (Gertsch, 1939) — de Verenigde Staten
- D. septempunctata (L. Koch, 1874) — Nieuw-Guinea, Tonga
- D. shirleyi (Hogg, 1922) — Vietnam
- D. socialis (Main, 1988) — West-Australië
- D. sphaeroides (Urquhart, 1885) — Nieuw-Zeeland
- D. spinosa (Keyserling, 1880) — Colombia
- D. subdola (O. P.-Cambridge, 1885) — Rusland, India, van Pakistan tot Japan
- D. suspiciosa (O. P.-Cambridge, 1885) — Centraal-Azië, Mongolië, China
- D. tadtadtinika (Barrion & Litsinger, 1995) — Filipijnen
- D. taibeli (Caporiacco, 1949) — Kenia
- D. tenuis (L. Koch, 1875) — Queensland, New South Wales
- D. terrena (Dyal, 1935) — Pakistan
- D. tongatabuensis (Strand, 1913) — Polynesië
- D. tristania (Rainbow, 1900) — New South Wales
- D. variabilis (L. Koch, 1875) — Queensland, New South Wales
- D. velata (L. Koch, 1876) — Queensland
- D. viridipes (Strand, 1909) — Zuid-Afrika
- D. xanthogaster (L. Koch, 1875) — New South Wales
- D. zonura (Thorell, 1892) — Java, Sumatra